# Zeatina

Estructura química.

La zeatina es una fitohormona isoprenoídica del grupo de las citoquininas: de hecho, es la citoquinina natural que se aísla de las plantas. Se sintetiza desde la isopentenil adenina o, más correctamente, del producto de la reacción catalizada por la isopentenil transferasa. Dicha síntesis se inicia con la hidroxilación de la cadena lateral de la isopentenil adenina, aunque también puede ocurrir desde sus nucleósidos y nucleótidos.
Como otras citoquininas, la zeatina está implicada como inductor en la división celular, ruptura de la dominancia apical, neoformación de órganos en cultivo de tejidos vegetales, floración y desarrollo de cloroplastos.